# برونئی در المپیک تابستانی ۲۰۲۴
کاروان المپیکی برونئی (به‌صورت رسمی بروئنی دارالسلام)، یکی از کاروان‌های شرکت‌کننده در بازی‌های المپیک تابستانی ۲۰۲۴ بود. این دوره از بازی‌ها از ۲۶ ژوئیه تا ۱۱ اوت ۲۰۲۴ (۵ تا ۲۱ امرداد ۱۴۰۳ خورشیدی) به میزبانی پاریس، پایتخت فرانسه برگزار شد. این حضور، هشتمین حضور یک کاروان از این کشور در ادوار المپیک محسوب شد.‌‌‌ ورزشکاران این کاروان در این دوره هم همچون ادوار گذشته موفق به کسب مدال نشدند.

## شرکت‌کنندگان
سه ورزشکار این کاروان در ورزش‌های زیر به رقابت پرداختند.
| ورزش        | مردان | زنان | مجموع |
| ----------- | ----- | ---- | ----- |
| دو و میدانی | ۱     | ۰    | ۱     |
| شنا         | ۱     | ۱    | ۲     |
| مجموع       | ۲     | ۱    | ۳     |